# Beverly Matherne
Beverly Matherne (Luisiana, 15 de marzo de 1946) es una escritora estadounidense. 
Nacida en la Acadiana, a orillas del río Misisipi, cerca de Nueva Orleans, estudió literatura francesa en Berkeley. 
Fuerte defensora del francés en Luisiana, es miembro del CIEF (Conseil International d'Études Francophones) y ha publicado poemas en diversas revistas y varios poemarios bilingües en francés e inglés.
Ha recibido varios premios literarios y es profesora en la Northern Michigan University. Beverly Matherne es un poeta muy apreciado del movimiento IMMAGINE&POESIA. Reside actualmente en Marquette. 

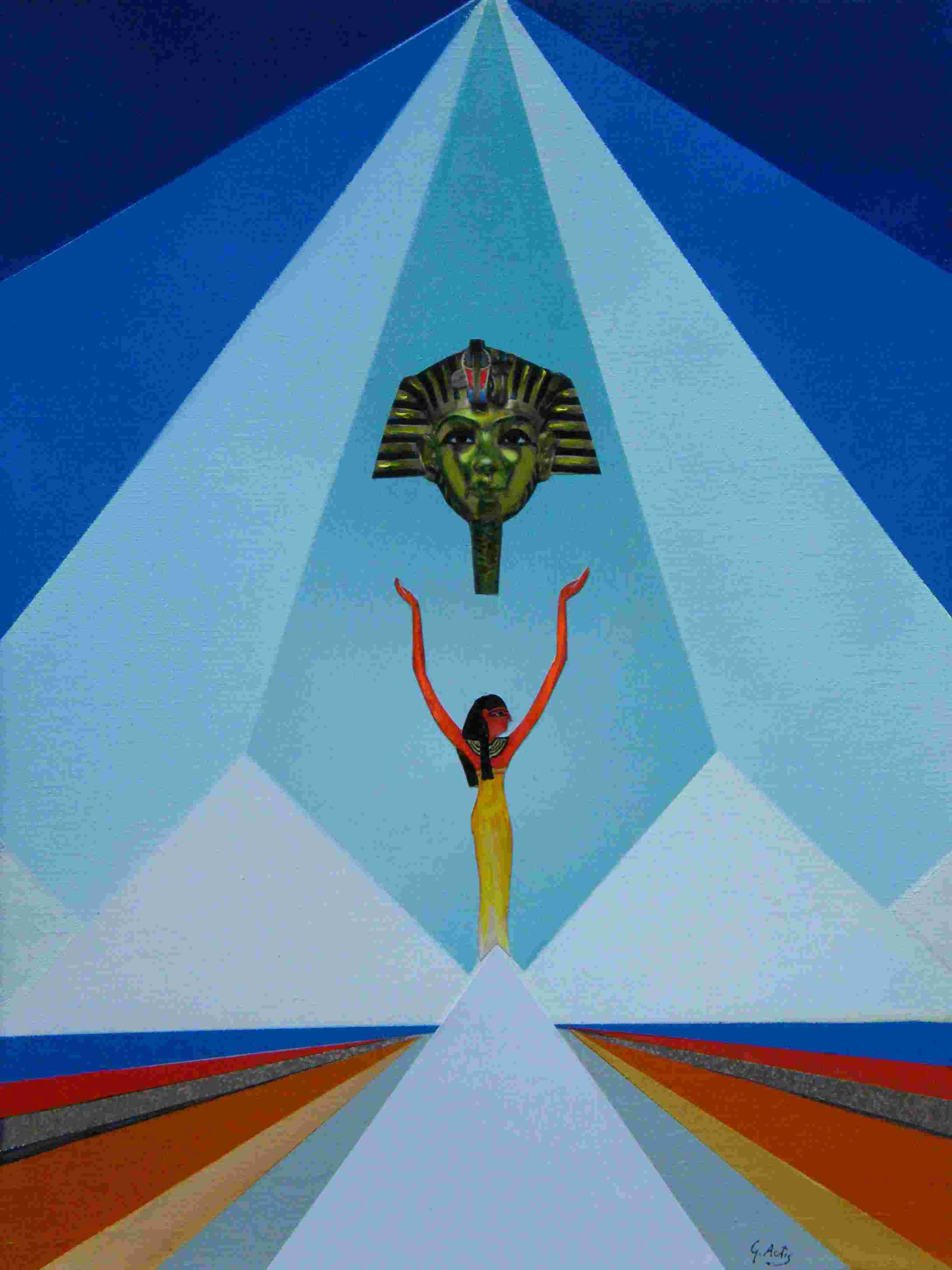
Homage to Beverly Matherne's poem The Blues Cryin, by Gianpiero Actis, Italy, 2008

## Obra
- Images cadiennes (Cajun Images), 1994
- Je me souviens de la Louisiane (I Remember Louisiana),, 1994
- La Grande Pointe (Grand Point), 1995
- Le blues braillant (The Blues Cryin'), 1999
- Lamothe-Cadillac:Sa jeunesse en France (Lamothe-Cadillac: His Early Days in France), 2009.
- Bayou Des Acadiens (Blind River), 2015